# Ариккала, Пентти
Пентти Ариккала (фин. Pentti Airikkala; 4 сентября 1945 Хельсинки, Финляндия — 30 сентября 2009, Беркшир, Великобритания) — бывший финский раллийный автогонщик. Один из, так называемых, «Летающих финнов», которые доминировали в ралли в 1970 — 1990-е годы. На протяжении карьеры он в WRC участвовал только в Ралли "Тысяча Озёр", Ралли Швеции и Ралли Великобритании.
Ариккала родился в Хельсинки, Финляндия . С самого начала своей карьеры он выступал на многих автомобилях (в большинстве своем заднеприводных). Самый большой успех пришёл к Пентти на закате карьеры — победа в Ралли Великобритании в 1989 году за рулем Mitsubishi Galant. Ариккала входит в тройку самых возрастных пилотов побеждавших на этапах чемпионатов мира.
Всего он провел 36 этапов в чемпионатах WRC с 1973 по 1990 год, и один этап в 2003 году. Так же Пентти является чемпионом Великобритании по ралли 1979 года и чемпионом Финляндии по ралли 1974 года. После завершения карьеры работал в Раллийной школе Оксфордшир, где под его началом обучались Колин Макрей и Ричард Бёрнс — будущие чемпионы мира.

## Победы в международных ралли
| Год  | Ралли             | Автомобиль        |
| ---- | ----------------- | ----------------- |
| 1979 | Шотландское Ралли | Vauxhall Chevette |

## Подиумы в чемпионате мира
| Год  | Ралли                | Штурман        | Автомобиль                      | Место |
| ---- | -------------------- | -------------- | ------------------------------- | ----- |
| 1976 | Ралли Финляндии      | Ристо Виртанен | Ford Escort RS1800              | 2     |
| 1978 | Ралли Финляндии      | Ристо Виртанен | Vauxhall Chevette 2300 HS       | 3     |
| 1979 | Ралли Швеции         | Ристо Виртанен | Vauxhall Chevette 2300 HS       | 3     |
| 1981 | Ралли Швеции         | Ристо Виртанен | Ford Escort RS1800              | 3     |
| 1982 | Ралли Финляндии      | Юха Пииронен   | Mitsubishi Lancer EX 2000 turbo | 3     |
| 1989 | Ралли Великобритании | Ронан Макнами  | Mitsubishi Galant VR-4          | 1     |